# Morskie Oko

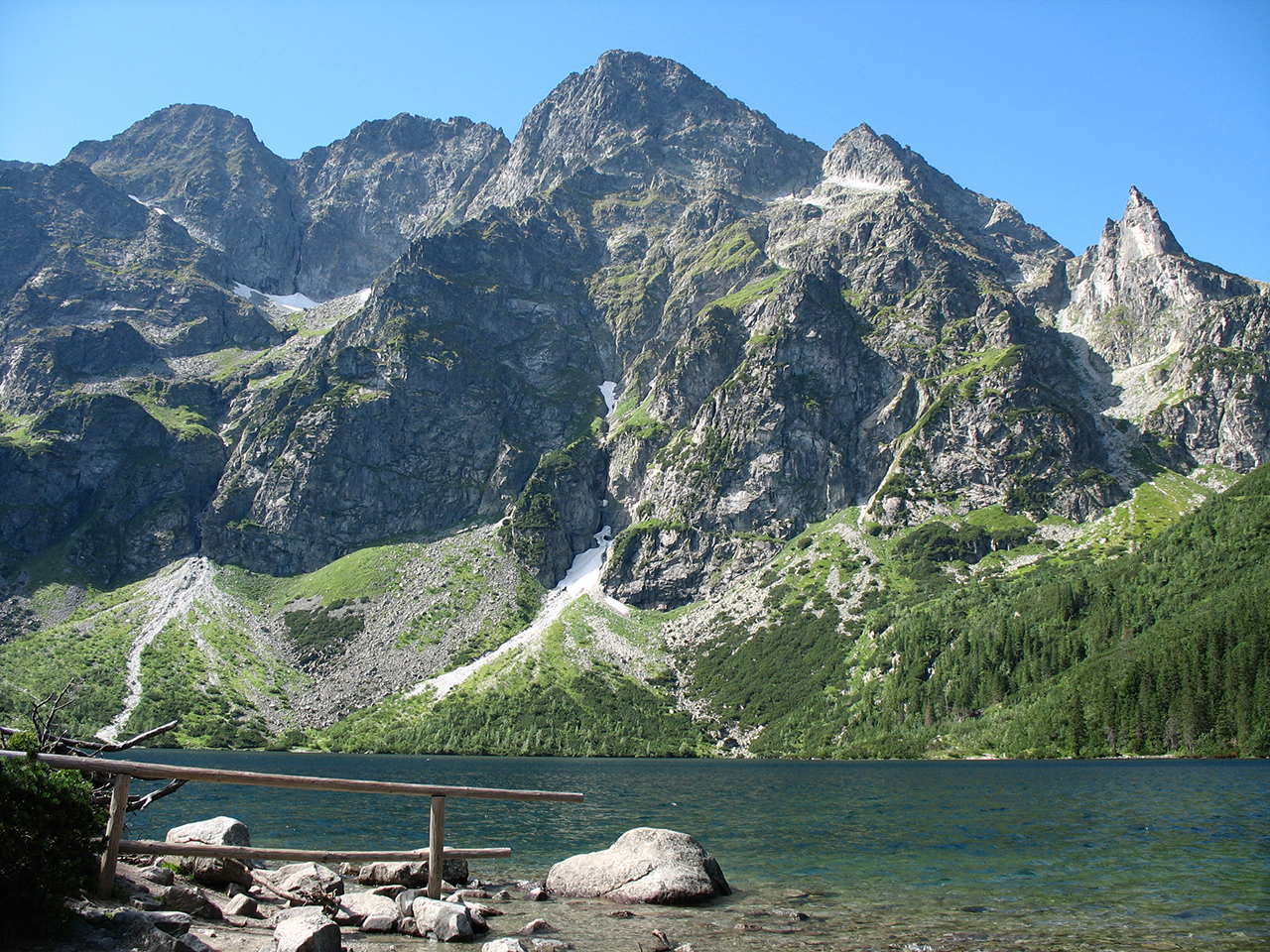
Widok znad Morskiego Oka

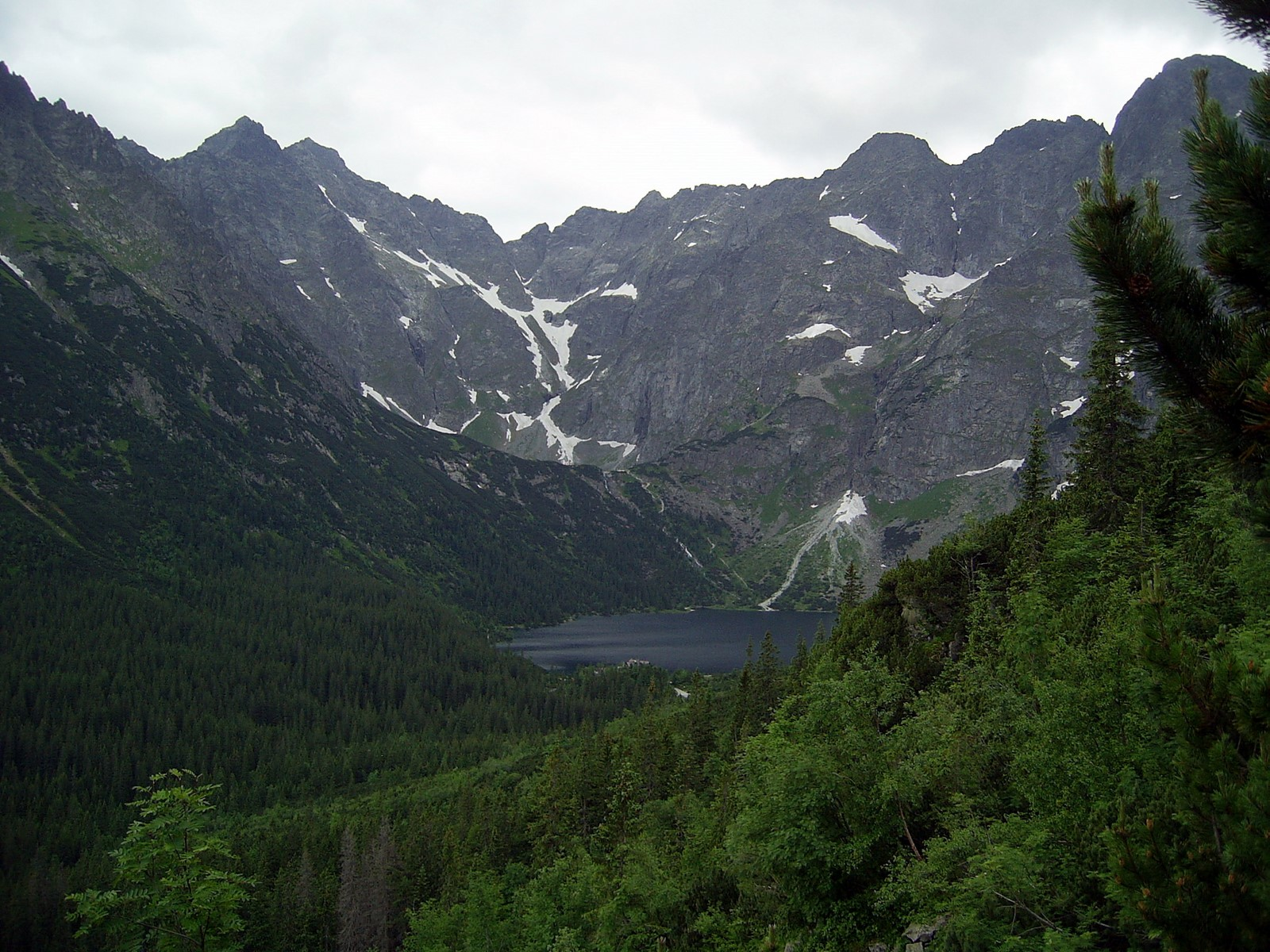
Morskie Oko ze szlaku przez Świstówkę Roztocką do Doliny Pięciu Stawów Polskich

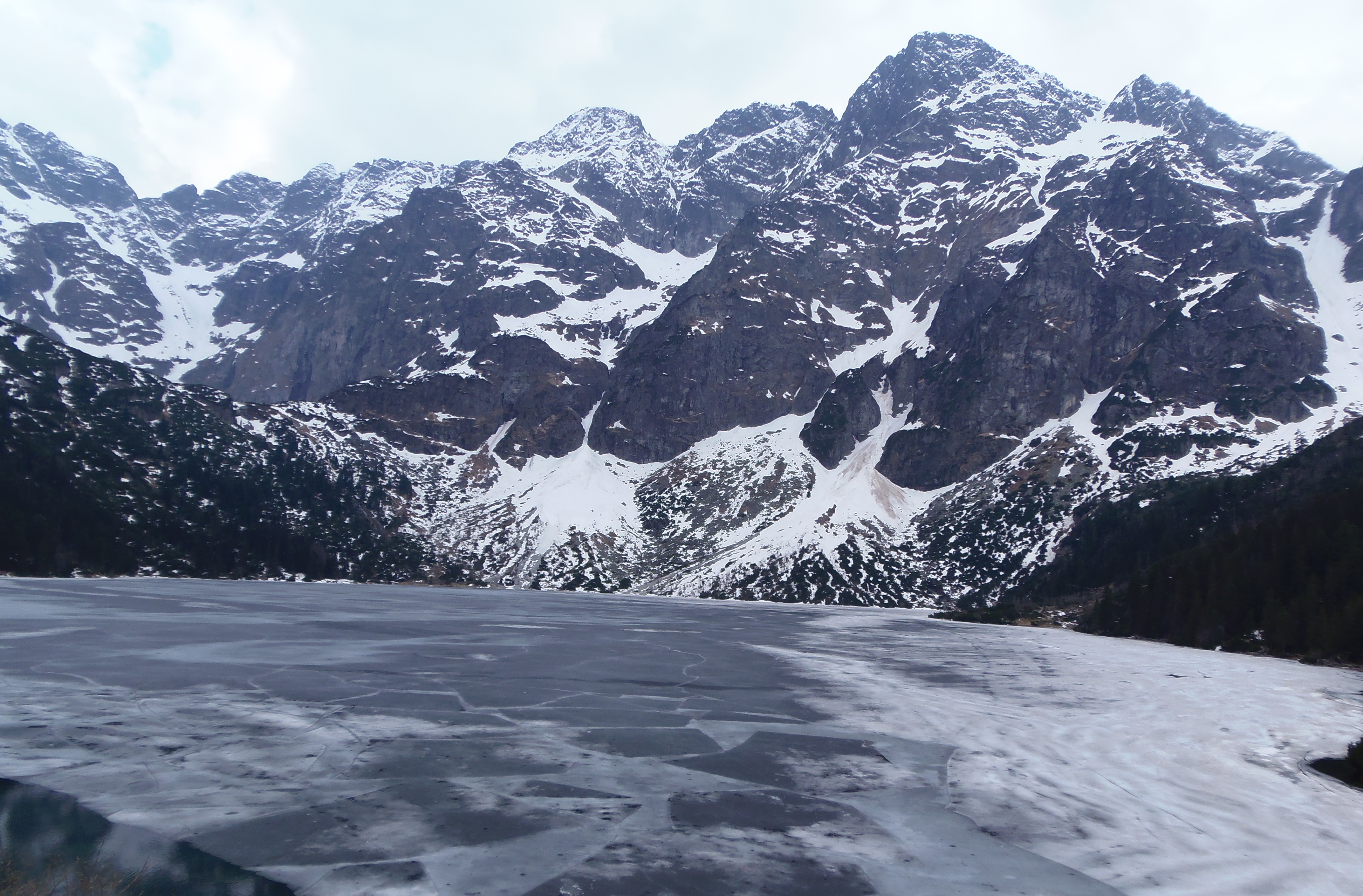
Morskie Oko od strony schroniska

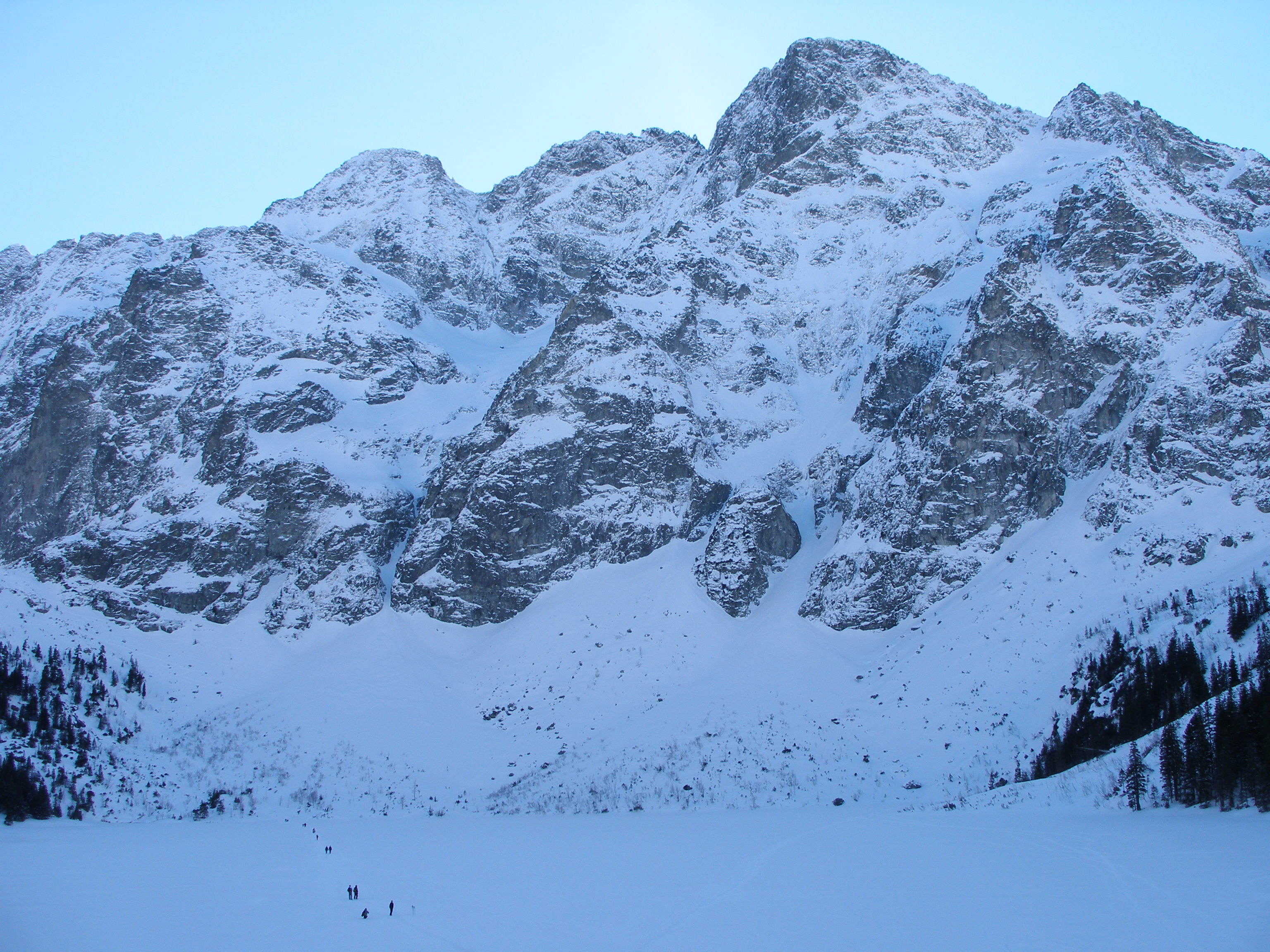
Morskie Oko i Mięguszowieckie Szczyty zimą

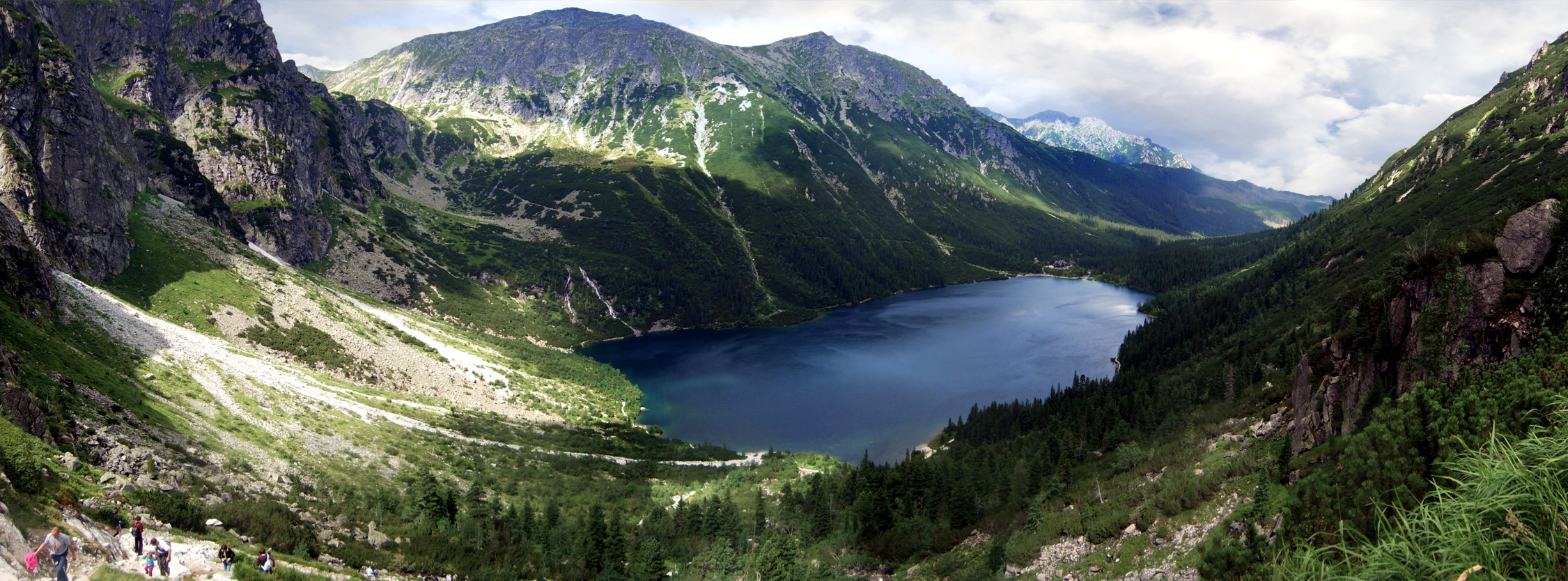
Morskie Oko – widok znad Czarnego Stawu

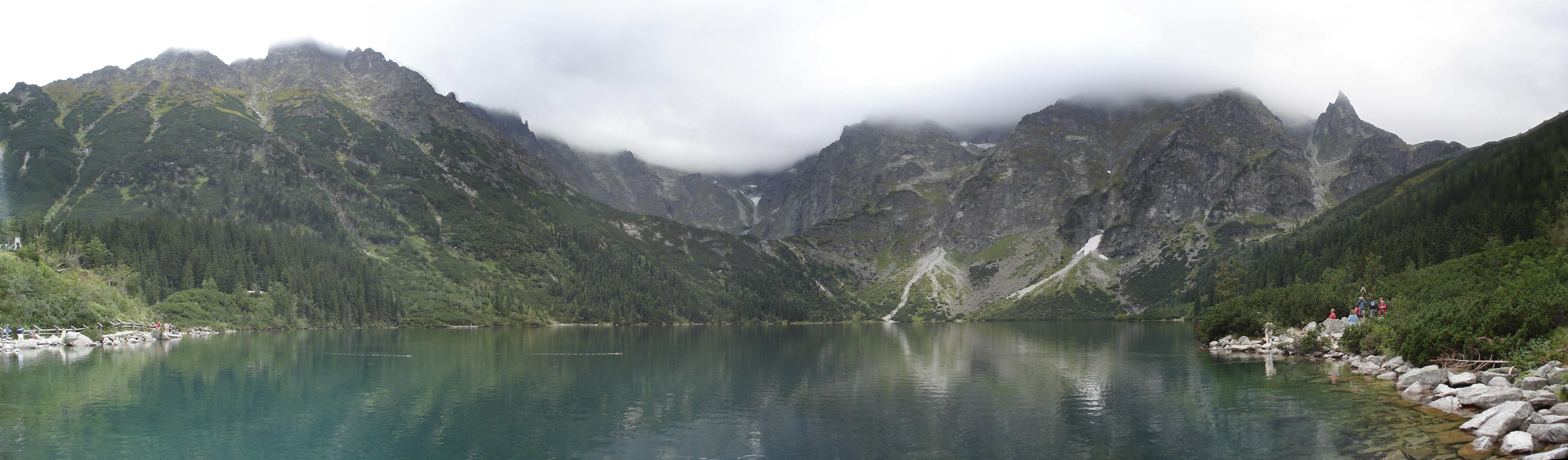
Morskie Oko – widok sprzed schroniska

Morskie Oko (słow. Morské oko) – drugie pod względem powierzchni i objętości wód jezioro w Tatrach, położone w Dolinie Rybiego Potoku u stóp Mięguszowieckich Szczytów, na wysokości 1395 m n.p.m.

## Charakterystyka
Jest to jezioro pochodzenia polodowcowego o charakterze karowo-morenowym. Wypełnia wydrążoną przez lodowce misę skalną (Kocioł Morskiego Oka), zamkniętą od północy ryglem, na którym leży wał moreny czołowej. Morskie Oko ma powierzchnię 34,93 ha, długość 862 m, szerokość 568 m, a w najgłębszym miejscu osiąga 50,8 m (pomiary WIG z końca kwietnia 1934 przy bardzo wysokim stanie wody w obliczeniach Józefa Szaflarskiego). Nowsze sondowanie przeprowadzone przez Adama Choińskiego określiło głębokość na 51,8 m. Owalny kształt jeziora zaburzają nieco stożki usypiskowe u wylotu większych żlebów: Marchwicznego, Żabiego (Biały Piarżek), a zwłaszcza Szerokiego Żlebu (Mały Piarżek, zwany częściej Półwyspem Miłości). Od południa pod ścianami Mięguszowieckich Szczytów i Cubryny piętrzą się, częściowo porośnięte kosodrzewiną, masywne stożki piargowe nazywane łącznie Wielkim Piargiem. Dno jeziora zasłane jest przy brzegach głazami, niżej żwirem i piaskiem, a poniżej około 40 metrów warstwą ciemnego mułu, ze szczątkami roślinnymi i zwierzęcymi, o miąższości do kilkudziesięciu centymetrów. Średnie nachylenie stoków pod powierzchnią wody wynosi 15°20′.
Woda ma barwę zieloną (IV stopień w skali Forela-Ulego), a jej przejrzystość oceniali badacze na 11 (Józef Szaflarski) do 14 m (Ludomir Sawicki). Występują wyraźnie oddzielone warstwy wody, tzw. termokliny. Pomiar przeprowadzony 2 sierpnia 1937 r. wykazał, że dobrze wymieszana przez falowanie górna warstwa wody miała grubość tylko 3 m i temperaturę 12,1 °C. Do głębokości 10 m temperatura spadała prawie o 1 °C/m, od 10 do 20 m dużo mniej (ok. 0,25 °C/m). Poniżej 20 m, aż do dna, temperatura była już stała (ok. 4 °C). Jezioro zamarza zazwyczaj w listopadzie, taje w maju, jednak istnieją duże różnice w poszczególnych latach. Np. w zimie 1950/1951 Morskie Oko zamarzło dopiero w styczniu, a stajało już w marcu. Od 1971 co roku prowadzone są pomiary pokrywy lodowej na jeziorze. Wynika z nich, że zarówno długość okresu zalodzenia Morskiego Oka, jak i maksymalna grubość pokrywy lodowej wykazują trend malejący. W latach 1971–1982 Morskie Oko było skute lodem średnio przez 171 dni w roku, pojawiał się przeciętnie 20 listopada, zanikał 9 maja, a średnia maksymalna grubość pokrywy lodowej wynosiła 72 cm. W okresie 1995–2007 lód utrzymywał się średnio przez 157 dni, pojawiał przeciętnie 5 grudnia, zanikał 25 kwietnia, a jego średnia maksymalna grubość wynosiła 56 cm.
Nazwa „Morskie Oko” jest tłumaczeniem z języka niemieckiego. Wcześniejszą, używaną przez górali nazwą, jest Biały Staw. Odnotowana została ona w 1650 roku. Natomiast „morskimi okami” (Meeraugen) nazywali tatrzańskie jeziora niemieccy osadnicy ze Spiszu.
Morskie Oko nazywano także Rybim Jeziorem lub Rybim Stawem, gdyż należy do nielicznych zarybionych w sposób naturalny jezior tatrzańskich. Zasilane jest dwoma stałymi potokami: Czarnostawiańskim Potokiem, spływającym kaskadami Czarnostawiańskiej Siklawy, oraz Mnichowym Potokiem, tworzącym Dwoistą Siklawę. Do jeziora wpada także kilka cieków okresowych, m.in. z Szerokiego i Marchwicznego Żlebu. Ze stawu wypływa Rybi Potok, rozlewający się w początkowym odcinku w kilka Rybich Stawków: Małe Morskie Oko, Żabie Oko, Małe Żabie Oko.

## Otoczenie
Na morenie zamykającej jezioro od północy stoi schronisko PTTK. Położone na wysokości 1405 m n.p.m. należy do najstarszych i najpiękniejszych schronisk tatrzańskich. Nazwane zostało imieniem Stanisława Staszica, który w roku 1805 badał jezioro. Obok, przy końcu drogi, po lewej stronie znajduje się stare schronisko, które pierwotnie było wozownią (1890). Obydwa budynki zostały uznane za zabytkowe. Schronisko stanowi punkt wyjściowy do wycieczek na Rysy, Mięguszowiecką Przełęcz pod Chłopkiem i Szpiglasową Przełęcz.
Powyżej Morskiego Oka, w kierunku południowym znajduje się drugie duże jezioro w Dolinie Rybiego Potoku, Czarny Staw pod Rysami (Czarny Staw nad Morskim Okiem). Ponad tymi dwoma stawami wznoszą się szczyty:
- od wschodu:

Siedem Granatów, Żabi Szczyt Niżni (2098 m), Żabi Mnich (2146 m), Żabia Lalka (2095 m), Niżnie Rysy (2430 m)
- od południa i południowego zachodu:

Rysy (2503, w Polsce 2499 m) – najwyższy szczyt Polski, Żabi Koń (2291 m), Żabia Turnia Mięguszowiecka (2336 m), Wołowy Grzbiet, Kazalnica Mięguszowiecka (2159 m), Mięguszowiecki Szczyt Czarny (2410 m), Mięguszowiecki Szczyt Pośredni (2393 m), Mięguszowiecki Szczyt (2438 m), Cubryna (2376 m), Mnich (2070 m)
- od zachodu:

Szpiglasowy Wierch (2172 m), Miedziane (2233 m), Opalony Wierch (2115 m).

## Przyroda
Wokół jeziora rośnie kosodrzewina, a w niej okazałe limby. Nad brzegami rośnie wiele rzadkich w Polsce gatunków roślin: podejźrzon rutolistny, wełnianeczka alpejska, turzyca Lachenala, tojad kosmaty, turzyca skąpokwiatowa, bylica skalna, jastrzębiec włosisty, gnidosz Hacqueta, zimoziół północny, świetlik bezostny.
Również wody jeziora zasiedla szereg gatunków glonów czy roślin naczyniowych. Wśród glonów, wchodzących w skład fitoplanktonu, występują tu bruzdnice, złotowiciowce, zielenice i okrzemki. Rośliny te są podstawą bytu organizmów zwierzęcych – zooplanktonu. Typowymi reprezentantami planktonu zwierzęcego są tu drobne skorupiaki – widłonogi, a wśród nich m.in. oczliki i rozwielitki. W części przybrzeżnej jeziora żyją stułbiopławy, wypławki alpejskie, a w mule między głazami liczne skąposzczety oraz larwy owadów. Spośród roślin naczyniowych wzdłuż brzegów niewielkie podwodne łąki tworzy m.in. rdestnica Berchtolda.
Morskie Oko jest jednym z nielicznych jezior tatrzańskich, w którym występują w naturalny sposób pstrągi (niektóre inne jeziora tatrzańskie zostały zarybione przez ludzi). W przeszłości docierał też lipień i dwuśrodowiskowa forma pstrąga – troć wędrowna. Prawdopodobnie w Morskim Oku żyje (lub żył w przeszłości) również głowacz pręgopłetwy, bo w 1881 roku odłowiono tu 3 osobniki tego gatunku.
Na początku września 2021 r. zarejestrowano nad Morskim Okiem po raz pierwszy w historii pojawienie się bobra. Jego obecność stwierdzono kolejno w dwóch miejscach na brzegu jeziora. Osobnik ten przeżył zimę. Wiosną 2022 r. wyruszył w poszukiwaniu nowych terenów. Wspiął się na Szpiglasową Przełęcz, skąd jednak spadł w przepaść w kierunku Doliny Pięciu Stawów Polskich i zginął.

## Historia
Pierwsze wzmianki o Morskim Oku pochodzą z 1575 r. W 1637 r. król Władysław IV nadał prawo użytkowania pastwisk przy Morskim Oku Władysławowi Nowobilskiemu. Własnością prywatną Morskie Oko stało się w 1824, gdy dobra zakopiańskie wraz z Doliną Rybiego Potoku zakupił od władz austriackich Emanuel Homolacs, a po nim Władysław Zamoyski. Od 1933 r. jezioro jest własnością państwa polskiego.
Okoliczny teren na przełomie XIX i XX wieku był przedmiotem sporu między Galicją, wchodzącą wówczas w skład austriackiej części Austro-Węgier, a Węgrami. Właściciel sąsiednich terenów po węgierskiej stronie granicy – książę Christian Hohenlohe – uzurpował sobie prawo do terenów zachodnich stoków Żabiego i okolicy Morskiego Oka. Opierał się na niedokładnych dokumentach i wręcz sfałszowanych mapach, podczas gdy Władysław Zamoyski miał na poparcie swoich praw do Morskiego Oka niepodważalne dowody historyczne i prawne. Spór ciągnął się jednak przez kilkadziesiąt lat i wreszcie zakończył się wyrokiem sądu polubownego w Grazu, przed którym interesy Galicji i hrabiego Zamoyskiego, reprezentował Oswald Balzer, zaś przewodniczącym był dr Aleksander Mniszek-Tchorznicki z Sanoka. Sąd w 1902 r. przyznał Galicji prawa do spornego terytorium.
Dla turystyki Morskie Oko zostało odkryte już na początku XIX wieku. Pierwsze schronisko, które zostało zbudowane w 1836 r., spłonęło w 1865 r. Kolejne, z 1874 r., które w 1898 r. również spłonęło, pierwotnie służyło za wozownię. W 1902 r. została ukończona droga z Zakopanego – Droga Oswalda Balzera.

## Pomiary
Morskie Oko było wielokrotnie mierzone. Pierwszy jego powierzchnię podał w roku 1787 geometra królewski Joannes Wnentowski, wkreślając ją na mapę Plan Sectionis seu Revir Białczensis, której powstanie wiązało się zapewne z tworzeniem pierwszego katastru gruntów w Galicji, tzw. metryki józefińskiej. Pomiary katastralne były powtórzone w latach 1811–1813 oraz 1846. W roku 1879 pierwszy plan batymetryczny jeziora sporządził Eugeniusz Klemens Dziewulski. Jego obliczenia powierzchni (30 hektarów) odbiegają znacząco od wcześniejszych oraz późniejszych pomiarów, które wskazują na wyraźnie większy areał lustra wody (powyżej 32 ha), natomiast zmierzona głębokość (49,5 m) była zbliżona do sondowań współczesnych. Kolejne dokładniejsze pomiary zostały przeprowadzone w 1909 roku (Ludomir Sawicki) oraz pod koniec kwietnia 1934 roku przez ekipę WIG pod kierownictwem kpt. Kazimierza Śliwerskiego i Jerzego Młodziejowskiego. Uzyskana w tych ostatnich badaniach powierzchnia (34,54 ha lub 34,928 ha w obliczeniach Józefa Szaflarskiego) okazała się większa od powierzchni Wielkiego Stawu (analogicznie 34,14 ha lub 34,352 ha), uważanego do tej pory za największe jezioro tatrzańskie. Kazimierz Śliwerski zastrzegał jednak, że otrzymana różnica nie przesądza o prymacie powierzchniowym Morskiego Oka, ponieważ było mierzone ono przy bardzo wysokim stanie wody po wiosennych roztopach, a Wielki Staw przy zalegającej jeszcze pokrywie lodowej i śnieżnej, która utrudniała precyzyjne wykreślenie brzegu. Pomiary WIG podawane były później w wielu publikacjach encyklopedycznych i przewodnikowych.
Po trwającej 65 lat przerwie, badania batymetryczne Morskiego Oka wznowił w 1999 roku Adam Choiński, określając jego głębokość na 51,8 m. W 2011 roku ten sam badacz wraz z Agnieszką Strzelczak przeprowadził następne sondowanie, którego efektem było m.in. sporządzenie czwartego w historii planu batymetrycznego. W roku kolejnym jezioro było badane za pomocą echosondy dwukrotnie. W czerwcu 2012 roku stwierdzona głębokość maksymalna wyniosła 50,8 m, we wrześniu zaś 50,4 m. W rezultacie badań z września 2012 roku ekipa pracowników i studentów Uniwersytetu Gdańskiego, Akademii Górniczo-Hutniczej w Krakowie oraz Uniwersytetu Jagiellońskiego stworzyła najdokładniejszy dotychczas plan batymetryczny Morskiego Oka. Współczesne badania oraz dane teledetekcyjne i sporządzone na ich podstawie mapy cyfrowe wskazują, że Morskie Oko zajmuje wśród jezior tatrzańskich drugie miejsce pod względem powierzchni, ustępując Wielkiemu Stawowi o około 1,5 ha.
Wyniki historycznych oraz współczesnych pomiarów zestawione są w poniższej tabeli. W przypadku wymiarów podanych w oryginale w morgach i sążniach zastosowano przelicznik na jednostki metryczne z miar dolnoaustriackich.
| Rok       | Autor pomiaru lub publikacji / źródło danych          | Powierzchnia (ha) | Głębokość maksymalna (m) | Pojemność (m³) | Uwagi |
| --------- | ----------------------------------------------------- | ----------------- | ------------------------ | -------------- | --- |
| 1787      | Joannes Wnentowski                                    | 32,02             |                          |                | 55 morgów i 1040 sążni kwadratowych, mapa gospodarcza Plan Sectionis seu Revir Białczensis                                                                  |
| 1811-1813 | pomiary katastralne                                   | 32,37             |                          |                | 56 morgów i 411 sążni kwadratowych |
| 1830      | Ambroży Grabowski                                     | 32,36             | 60,7                     |                | powierzchnia 56 morgów i 371 sążni kwadratowych (prawdopodobnie na podstawie pomiarów katastralnych), głębokość 32 sążnie, przewodnik Kraków i jego okolice |
| 1860      | Eugeniusz Janota                                      | 32,99             |                          |                | 57 morgów i 534 sążni kwadratowych (prawdopodobnie na podstawie pomiarów katastralnych), Przewodnik w wycieczkach na Babią Górę, do Tatr i Pienin           |
| 1876      | Karl Kolbenheyer                                      | 33,00             | 68,3                     |                | przewodnik Die Hohe Tatra, powierzchnia według zdjęcia katastralnego (1846?), głębokość według pomiaru Franza Kleina (przed 1823)                           |
| 1879      | Eugeniusz Klemens Dziewulski                          | 30                | 49,5                     | 8 419 500      | pojemność według współczesnych obliczeń Choińskiego i Strzelczak (2011)                                                                                     |
| 1909      | Ludomir Sawicki                                       | 33,42             | 53,8                     | 9 720 000      | według Szaflarskiego (1936) |
| 1909      | Ludomir Sawicki                                       | 33,90             | 53,8                     | 9 884 600      | według Choińskiego i Strzelczak (2011) |
| 1934      | Wojskowy Instytut Geograficzny                        | 34,54             | 50,8                     |                | według Śliwerskiego (1935) |
| 1934      | Wojskowy Instytut Geograficzny                        | 34,928            | 50,8                     | 9 935 000      | według Szaflarskiego (1936) |
| 1934      | Wojskowy Instytut Geograficzny                        | 34,18             | 50,8                     | 9 752 200      | według Choińskiego i Strzelczak (2011) |
| 1935      | Jerzy Młodziejowski                                   | 33,29             | 50,8                     |                | [ 27 ] |
| 1964      | zdjęcie lotnicze 7b_4328                              | 33,07             |                          |                | według obliczeń Choińskiego i Zielińskiego (2022) |
| 2006      | podział powierzchniowy Tatrzańskiego Parku Narodowego | 32,92             |                          |                | wydzielenie 49d |
| 2009      | ortofotomapa                                          | 32,95             |                          |                | według obliczeń Choińskiego i Zielińskiego (2022) |
| 2011      | Adam Choiński, Agnieszka Strzelczak                   | 33,39             | 51,8                     | 9 904 300      | pomiary echosondą i sondą ciężarkową |
| 2012      | Jacek Urbański i inni                                 | 32,62             | 50,4                     | 9 505 500      | pomiary echosondą |
| 2018      | Baza Danych Obiektów Topograficznych                  | 32,995            |                          |                | mapa cyfrowa BDOT10k |
| 2019-2020 | badania teledetekcyjne Tatrzańskiego Parku Narodowego | 32,606            |                          |                | mapa cyfrowa "kategorie pokrycia terenu" |
| 2020      | badania teledetekcyjne Tatrzańskiego Parku Narodowego | 32,832            |                          |                | mapa cyfrowa "geomorfologia – jednostki i obiekty liniowe"                                                                                                  |
| 2021      | ortofotomapa                                          | 32,93             |                          |                | według obliczeń Choińskiego i Zielińskiego (2022) |

## Obecność w kulturze
Z Morskim Okiem wiąże się wiele góralskich podań i legend. Według jednej z nich nazwa „bezdennego” jeziora w Dolinie Rybiego Potoku wzięła się stąd, że ma ono jakoby podziemne połączenie z Adriatykiem. Dowodem na to było rzekomo wyłowienie z jego wód butelki czy też szkatułki z kosztownościami, które razem ze statkiem poszły na dno morza. Opowieść (choć niewymieniającą wprost Morskiego Oka), dotyczącą austriackiego oficera marynarki przebywającego akurat w Nowym Targu i górala, który przyniósł na targ „do miasta” szkatułkę, wyłowioną jakoby z jeziora, przytoczył już Ewaryst Andrzej, hrabia Kuropatnicki w wydanej po raz pierwszy w 1786 r. „Geografii (...) Galicyi i Lodomeryi”.
Urok Morskiego Oka inspirował twórczość wielu artystów, zarówno malarzy (Walery Eljasz-Radzikowski, Leon Wyczółkowski, Stanisław Gałek), jak i poetów (Teofil Lenartowicz, Bogusz Stęczyński, Wincenty Pol, Jadwiga Łuszczewska, Adam Asnyk, Kazimierz Przerwa-Tetmajer, Franciszek Nowicki, Jan Kasprowicz) czy muzyków (Zygmunt Noskowski){.
Za pierwsze w polskiej poezji przedstawienie Morskiego Oka uchodzi wiersz pt. „Morskie Oko” autorstwa Józefa Przerwy-Tetmajera (1830):
Skądże to wielkie i ciche zwierciadło

Na Karpaty spadło?

Któż nad nim te nagie skały

Ustawił w ołtarz wspaniały?
Teofil Lenartowicz swój wiersz pt. Strzelec, uważany również za jeden z pierwszych obrazów Morskiego Oka w poezji polskiej, zaczyna właśnie opisem jeziora:
Czarne, spokojne patrzy Morskie Oko

Góry go (!) w koło obsiadły;

A na gór szczytach, daleko, wysoko,

Deszczowe chmury opadły
Bogusz Stęczyński tak pisał o Morskim Oku w swym poemacie Tatry w dwudziestu czterech obrazach (…) w 1860 r. (XVII, 1-4, 15-18):
Witaj nam pożądane, śliczne Morskie-oko!

Położone w kotlinie skalistéj wysoko.

Zadziwiasz nas wielkością pysznego widoku,

Pojąc oko i serce słodyczą uroku!

(…)

Jezioro czarno-szare, lśniące i głębokie,

A nam niém trzy tysiące stóp skały wysokie

Stoją dumnie, jak wierne jeziora strażnice,

Odbijające w wodzie granitowe lice;
a tak w dołączonym do dzieła przypisie (s. 97): Morskie-oko – powszechnie od górali i od pogranicznych Węgrów Rybiém-jeziorem zwane, jest podług pomiaru Józefa Zawadzkiego, 450 sążni długie, 300 szérokie i 37 sążni głębi mające; położone o 4,500 stóp nad powierzchnią morza, otoczone skałami siwego granitu, przeszło 3000 stóp wysokiemi.
Wygrana w procesie o przyznanie Polsce Morskiego Oka została uczczona przez Ludwika Solskiego słowami śpiewanymi na melodię Mazurka Dąbrowskiego:
Jeszcze Polska nie zginęła,

Wiwat Plemię lasze!

Słuszna sprawa górę wzięła

Morskie Oko nasze
oraz przez Kazimierza Przerwę-Tetmajera, który pisał w swym wierszu:
Pogodne, ciche jak duch, co tonąc w marzeniu

leci w sfery spokojne, burzliwe ominie:

lśni jezioro zamknięte w granitów kotlinie,

jak błyszczący dyjament w stalowym pierścieniu...
W 2014 r. Morskie Oko zostało uznane przez The Wall Street Journal jednym z pięciu najpiękniejszych jezior świata, obok jeziora Powell (USA), jeziora Nakuru (Kenia), jezior Saimaa (Finlandia) oraz jeziora Czterech Kantonów w Lucernie (Szwajcaria).

## Szlaki turystyczne
z Toporowej Cyrhli przez Psią Trawkę, Rówień Waksmundzką, dalej wzdłuż szosy nad Morskie Oko i obok Czarnego Stawu na Rysy.
- Czas przejścia od Wodogrzmotów Mickiewicza do schroniska nad Morskim Okiem: 1:30 h, ↓ 1:15 h
- Czas przejścia od schroniska do Czarnego Stawu: 50 min, ↓ 40 min
- Czas przejścia od schroniska na Rysy: 3:50 h, ↓ 3:10 h

 asfaltowa szosa z parkingu na polanie Palenica Białczańska (8,5 km, niedostępna dla prywatnych samochodów), łącząca się z czerwonym szlakiem przed Wodogrzmotami Mickiewicza (2:20 h, ↓ 1:55 h)
 dookoła jeziora (ok. 50 min)
 przez Świstówkę Roztocką do schroniska PTTK w Dolinie Pięciu Stawów Polskich (2 h, w drugą stronę 1:40 h)
 na Szpiglasową Przełęcz (Ceprostrada) (2:15 h, ↓ 1:40 h).